# Бенедек, Ласло
Ла́сло Бе́недек (венг. Benedek László; 5 марта 1905 — 11 марта 1992) — кинорежиссёр, бо́льшую часть фильмов снявший в США. Работал в Венгрии, Германии, Франции. Известен постановкой таких фильмов, как «Смерть коммивояжёра» (англ. Death of a Salesman, 1951 год, «Золотой глобус» за лучшую режиссуру) и «Дикарь» (англ. The Wild One, 1953 год).

## Биография
Родился в 1905 году в Будапеште (Австро-Венгрия). Работал кинооператором (1927 год), редактором и помощником режиссёра (1930-е годы) в период становления национального кинематографа Венгрии. Перед Второй мировой войной в 1937 году, опасаясь преследований из-за еврейского происхождения, выехал в США. В эмиграции и последующем трудоустройстве в Metro-Goldwyn-Mayer ему содействовал Л. Б. Майер — один из основателей этой компании. В 1943—1944 годах в качестве второго режиссёра принял участие в завершении съёмок фильма «Песнь о России» (англ. Song of Russia), который впоследствии Комиссия по расследованию антиамериканской деятельности признала коммунистической пропагандой.
Одной из первых самостоятельных работ режиссёра стал фильм в полудокументальном стиле «Порт Нью-Йорка» (англ. Port of New York, 1949 год), ставшей первым опытом работы в кино и для Юла (Юлия) Бриннера. Следующая лента Л. Бенедека «Смерть коммивояжёра» (англ. Death of a Salesman, 1951 год) приносит ему «Золотой глобус» за лучшую режиссуру и заслуженное признание. Четвёртая работа — «Дикарь» (англ. The Wild One, 1953 год), — ещё более укрепила этот успех. Исполнитель главной роли Марлон Брандо стал главным символом героя-бунтаря, а фильм — идеологическим символом зарождающейся субкультуры байкеров. Истеблишмент отверг картину, а в Великобритании она была под цензурным запретом до 1968 года.
В середине 1950-х Л. Бенедек приглашён в Европу и снимает фильмы в Германии и Франции. После возвращения в США переключается на сотрудничество с телевидением и к концу 1960-х принимает участие в съёмках более 20 сериалов. Наиболее известны «Перри Мейсон» (9 серий 1960—1961 годов), «За гранью возможного» (3 серии 1963—1964 годов), «Альфред Хичкок представляет» (серии 1964 и 1965 годов) и т. д. В начале 1970-х снял две полнометражные картины (в том числе, "Попугай"), которые прежнего успеха не имели.
Скончался в возрасте 87 лет в Нью-Йорке.